# Warnachaire Ier
Warnier Ier ou Warnachar Ier, mort vers 600 est un maire du palais de Bourgogne.

## Biographie
Christian Settipani pense qu'il est descendant d'un Warnier de la Bataille de Vézeronce et ensuite d'un Garnier, noble burgonde qui figure parmi les signataires de la loi Gombette. Comme Garnier Ier est de race des Francs rhénans, il ne peut en descendre que par les femmes. 
Il est envoyé en ambassade à Byzance vers 570, puis il est nommé maire du palais de Bourgogne vers 596.
D'après la chronique de Frédégaire, il meurt la quatrième année du règne de Thierry II.
Il serait le père de Warnachaire II selon le généalogiste Albert Boudon-Lashermes.